# Рясне (Лозівський район)
Рясне́ —  село в Україні, у Близнюківській селищній громаді Лозівського району Харківської області. Населення становить 11 осіб. До 2020 орган місцевого самоврядування — Башилівська сільська рада.

## Географія
Село Рясне знаходиться за 5 км від села Олександрівка та за 4 км від села Софіївка. В селі є ставок.

## Історія
- Лютий 1921 - дата заснування.
- У жовтні 1941 року нацисти захопили село Рясне. У ході боїв взимку та навесні село переходи з рук в руки. Остаточно було звільнене у вересні 1943 року. 26 радянських воїнів, які загинули при обронні та звільнені села похвані у братській могилі у центрі села. Відомі прізвища 2 воїнів.
- 12 червня 2020 року, відповідно до Розпорядження Кабінету Міністрів України № 725-р «Про визначення адміністративних центрів та затвердження територій територіальних громад Харківської області», увійшло до складу Близнюківської селищної громади.[1]
- 19 липня 2020 року, в результаті адміністративно-територіальної реформи та ліквідації Близнюківського району, увійшло до складу Лозівського району Харківської області.[2]

## Економіка
- В селі була молочно-товарна ферма.

## Екологія
- Навколо села, на відстані 1-2 км проходять кілька аміакопроводів.